# 12846 Fullerton
12846 Fullerton è un asteroide della fascia principale. Scoperto nel 1997, presenta un'orbita caratterizzata da un semiasse maggiore pari a 3,0390940 UA e da un'eccentricità di 0,0457563, inclinata di 7,62875° rispetto all'eclittica.